# Сан-Мігел-де-Каррейраш
Сан-Мігел-де-Каррейраш (порт. São Miguel de Carreiras; МФА: [ˈsɐ̃w mi.ˈgɛɫ dɨ ka.ˈʁɐj.ɾɐʃ]) — парафія в Португалії, у муніципалітеті Віла-Верде. Розташована в північно-західній частині країни, на теренах історичної португальської провінції Дору-Міню. Входить до складу округу Брага. За адміністративним поділом, чинним до 1976 року, терени парафії були складовою провінції Міню. Належить до Бразької архідіоцезії Католицької церкви. Патрон — святий Михаїл. Площа — 1,9689 км². Населення — 553 ос. (2011). Слабо урбанізований регіон. Густота населення — 280,87 осіб/км²
. Код — 031348.

## Назва
- Каррейраш (Сан-Мігел) (порт. Carreiras (São Miguel)) — офіційна назва.

## Населення
| Кількість мешканців | Кількість мешканців | Кількість мешканців | Кількість мешканців | Кількість мешканців | Кількість мешканців | Кількість мешканців | Кількість мешканців | Кількість мешканців | Кількість мешканців | Кількість мешканців | Кількість мешканців | Кількість мешканців | Кількість мешканців | Кількість мешканців |
| ------------------- | ------------------- | ------------------- | ------------------- | ------------------- | ------------------- | ------------------- | ------------------- | ------------------- | ------------------- | ------------------- | ------------------- | ------------------- | ------------------- | ------------------- |
| 1864                | 1878                | 1890                | 1900                | 1911                | 1920                | 1930                | 1940                | 1950                | 1960                | 1970                | 1981                | 1991                | 2001                | 2011                |
| 384                 | 348                 | 368                 | 432                 | 407                 | 417                 | 420                 | 497                 | 558                 | 552                 | 520                 | 544                 | 598                 | 623                 | 553                 |